# 1997 WR3
1997 WR3 är en asteroid i huvudbältet som upptäcktes den 19 november 1997 av de båda japanska astronomerna Takeshi Urata och Yoshisada Shimizu vid Nachi-Katsuura-observatoriet.
Asteroiden har en diameter på ungefär 4 kilometer och den tillhör asteroidgruppen Vesta.